# لیک ولی (کالیفرنیا)
لیک ولی (به انگلیسی: Lake Valley) یک منطقهٔ مسکونی در ایالات متحده آمریکا است که در شهرستان ال دورادو، کالیفرنیا واقع شده‌است. لیک ولی ۱٬۸۹۲ متر بالاتر از سطح دریا واقع شده‌است.